# 今井田清徳

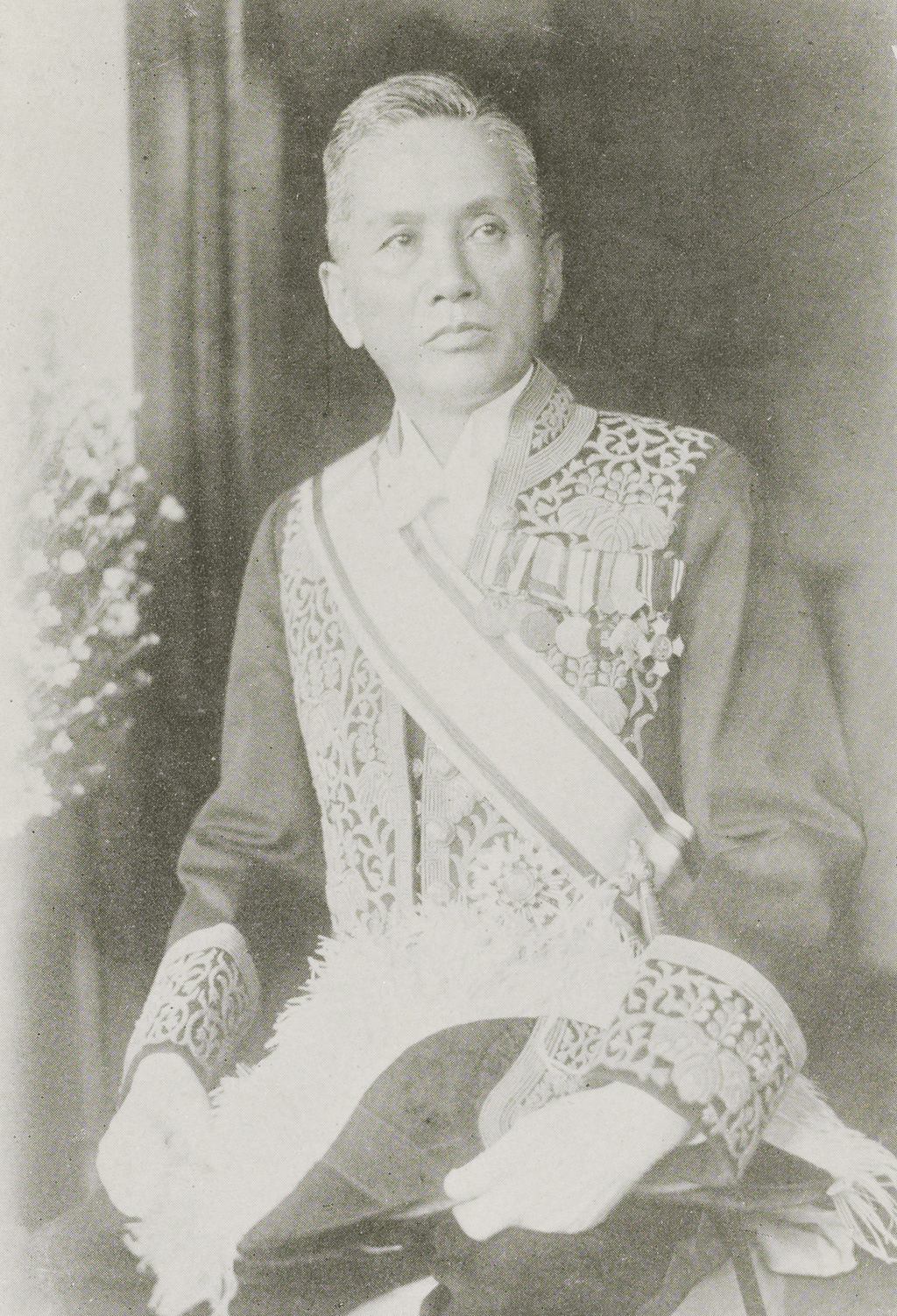
今井田清徳

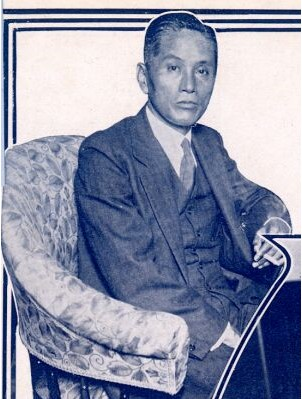
今井田清徳

今井田 清徳（いまいだ きよのり / せいとく、1884年（明治17年）2月1日 - 1940年（昭和15年）5月8日）は、日本の逓信官僚、政治家。貴族院議員、朝鮮総督府政務総監、逓信次官。旧姓・国塩。

## 経歴
岡山県赤坂郡神田村（赤磐郡鳥取中村、高陽村、山陽町を経て現赤磐市）出身。旧岡山藩士・国塩与三郎の三男として生まれ、磐梨郡佐伯北村（赤磐郡吉井町を経て現:赤磐市）今井田善十郎の養嗣子となる。関西中学校、第六高等学校を経て、1909年7月、東京帝国大学法科大学政治学科を卒業。通信属となり逓信省通信局に配属。同年11月、文官高等試験に合格。
1910年4月、通信事務官・大阪中央郵便局長に就任。以後、神戸逓信管理局総務部長、逓信省電気局管理課、東部逓信局経理部規画課長などを歴任。1914年2月から1915年5月まで、通信事業の研究のためイギリス・ドイツ・フランスに留学した。
帰国後、逓信省通信局電話課長、通信局庶務課長、東京逓信局長、熊本逓信局長、逓信省簡易保険局長、逓信省貯金局長などを歴任し、1927年7月に退官。同月、大阪市電気局長となり、1929年7月まで在任。
1929年7月、逓信次官に就任。1931年6月、宇垣一成が朝鮮総督に就任すると、朝鮮総督府政務総監に抜擢されて就任。1936年8月、宇垣総督の辞任に伴い政務総監を退任した。同年9月2日、貴族院勅選議員に選任され、研究会に属し死去するまで在任した。

## 栄典
- 1930年（昭和5年）12月5日 - 帝都復興記念章[5]

## 親族
- 養嗣子 今井田研二郎（旧姓・国塩、逓信省官吏）

## 伝記
- 今井田清徳伝記編纂会編『今井田清徳』武田泰郎、1943年。